# Xenobatrachus mehelyi
Xenobatrachus mehelyi és una espècie de granota que viu a Papua Nova Guinea i, possiblement també, a Indonèsia.